# Marco Missiroli
Marco Missiroli (Rimini, 2 febbraio 1981) è uno scrittore italiano.

## Biografia
Vive a Rimini fino alla maturità scientifica, trasferendosi successivamente a Bologna per iscriversi al corso in Scienze della comunicazione dell'Alma Mater Studiorum. Nel 2002 segue i corsi della Scuola Holden a Cesena. Si laurea nel 2005 con la tesi L'oggetto culturale nell'industria italiana. Il caso del Signor M. ovvero i criteri di pubblicazione di un libro.
Il suo romanzo d'esordio, Senza coda (Fanucci, 2005), ha ricevuto nel 2006 il Premio Campiello Opera prima; si tratta di un'opera che racconta "di un'infanzia che si misura angosciosamente con il mondo adulto, con le sue sopraffazioni e violenze, varcando la linea d'ombra che conduce ad una pensosa maturità". È stato ripubblicato da Feltrinelli nel gennaio 2017 nella collana dei tascabili della collana Universale Economica.
Il 22 marzo 2007 pubblica con Guanda il romanzo Il buio addosso (premio Insula romana 2008).
Il 12 febbraio 2009 esce il terzo romanzo, Bianco (Guanda), che vince la XXVIII edizione del Premio Comisso, il Premio Tondelli 2009 e il premio della critica Ninfa-Camarina 2010. È stato ripubblicato nei tascabili Einaudi nel 2022.
Il 23 febbraio 2012 viene pubblicato il romanzo Il senso dell'elefante (Guanda), che vince il Premio Selezione Campiello 2012, il premio Vigevano - Lucio Mastronardi, il premio Bergamo.
Nel febbraio 2015 esce per Feltrinelli il romanzo Atti osceni in luogo privato, bestseller, vincitore del Premio SuperMondello 2015 e del Premio letterario Elba.
Ha pubblicato nel 2019 il romanzo Fedeltà  per Einaudi. L'11 giugno, il romanzo, già in corso di traduzione in trentadue Paesi, ha vinto il Premio Strega Giovani 2019, mentre i diritti cinematografici sono stati ceduti a Netflix per la realizzazione di una serie tv. Il 12 giugno il romanzo entra nella cinquina finalista del Premio Strega 2019.
Il 21 dicembre 2019 riceve dal Comune di Rimini il Sigismondo d'Oro.
Il 27 settembre 2022 esce per Einaudi il romanzo Avere tutto che risulta vincitore l'anno successivo del Premio Bagutta.
Vive a Milano. Scrive per la cultura del Corriere della Sera, insegna alla Scuola Holden e al master di scrittura e sceneggiatura dell'Università IULM.

## Opere

### Romanzi
- Senza coda (2005, Fanucci; 2017, Feltrinelli)
- Il buio addosso (2007, Guanda)
- Bianco (2009, Guanda)
- Il senso dell'elefante (2012, Guanda)
- Atti osceni in luogo privato (2015, Feltrinelli)
- Fedeltà (2019, Einaudi)
- Avere tutto (2022, Einaudi), ISBN 9788806253332

### Racconti
- Sette e mezzo (2007, pubblicato nella raccolta collettiva Dodici passi, a cura di Chiara Belliti e Pierfrancesco Pacoda, Cairo editore)
- Scusate tutti, (2014, Guanda)
- Mio padre, (2016, pubblicato nella raccolta collettiva Smash, a cura di Sandro Veronesi, La Nave di Teseo)